# Mbarara
Mbarara ist eine Stadt mit ca. 195.000 Einwohnern im Südwesten Ugandas und das Zentrum von Ankole. Es ist die Hauptstadt des gleichnamigen Distrikts Mbarara und liegt auf einer Höhe von etwa 1473 m über dem Meeresspiegel am Fluss Ruizi.
Während des Einmarsches tansanischer Truppen, die am Sturz Idi Amins beteiligt waren, war Mbarara starken Zerstörungen ausgesetzt.
Die Stadt ist Sitz der 1989 gegründeten Universität Mbarara, eines College sowie des Erzbistums Mbarara.

## Verkehr

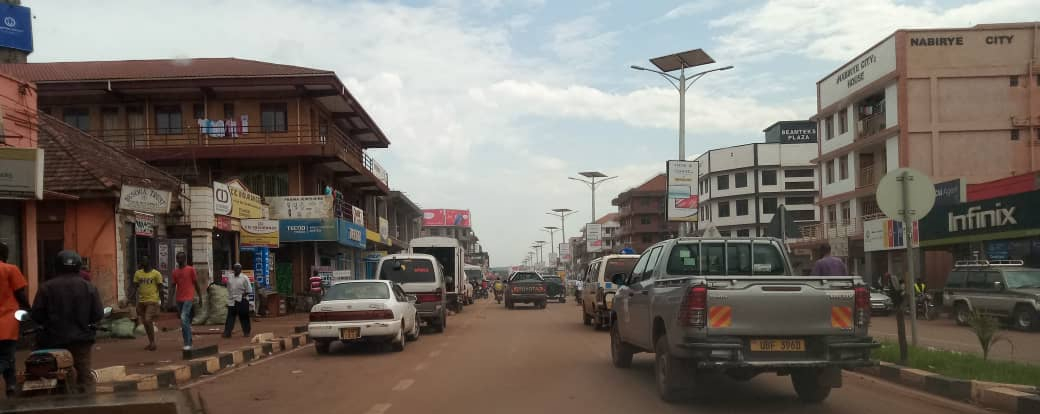
Straße in Mbarara

Die Stadt besitzt seit April 2005, nachdem die 2,4 km lange Victor Bwana Road befestigt wurde, fünf befestigte Straßen (teergebundener Makadam-Belag): Mbarara High Street, Mbaguta Street, Bishop Wills Street, Bucuku Street und die Victor Bwana Road. Zudem existiert ein Flughafen, der allerdings nicht regelmäßig von Linienflugzeugen bedient wird.
Der Innerstädtische Verkehr wird durch Matatu-Linien bewältigt, welche recht zuverlässig und in dichten Intervallen verkehren, die Hauptstadt Kampala ist per Fernbus erreichbar, ebenso der Flughafen Kampala.

## Bevölkerungsentwicklung
| Jahr           | Einwohner |
| -------------- | --------- |
| Zensus 1991    | 41.031    |
| Zensus 2002    | 69.363    |
| Schätzung 2005 | 79.159    |
| Zensus 2014    | 195.318   |

## Persönlichkeiten
- Winnie Byanyima (* 1957), ugandische Frauenrechtlerin und Politikerin
- Claver Gatete (* 1962), ruandischer Diplomat und Politiker
- Zarina Bhimji (* 1963), indischstämmige britisch-ugandische Künstlerin